# 開城工業地区
開城工業地区（ケソンこうぎょうちく、朝鮮語: 개성공업지구）は、朝鮮民主主義人民共和国（北朝鮮）南部の開城市郊外にある経済特別区である。南北融和の太陽政策の一環として地区内に開城工業団地（ケソンこうぎょうだんち）が開発され、大韓民国（韓国）企業運営の工場が2016年2月10日まで操業していた。北朝鮮の第3代最高指導者の金正恩は大量の資金稼ぎになって北朝鮮の国益になった上に市場を排した国民管理の理想だとして、内陸部にも14箇所の経済地区の増設を命じている。

## 沿革
北朝鮮が土地と労働力を、韓国が技術と資本を提供して、開城に一大工業団地を造るという開城工業地区の計画は、2000年6月に現代グループ会長 (当時) の鄭周永が平壌を訪問したときに初めて明らかにされ、同月に朝鮮労働党総書記・金正日と韓国大統領・金大中 (当時) との間で行われた南北首脳会談で合意された。いわゆる太陽政策の賜物であり、南北の歩み寄りの象徴であった。当初の計画では66平方キロメートル（2,000万坪）の土地を3段階に分けて開発し、10年後の2010年に、2000以上の企業と50万人の労働者により160億ドル分の製品を生産しようというものであった。2002年11月には、北朝鮮で開城工業地区法を制定。開城直轄市（当時）内の開城市・板門郡（当時）内の一部が「開城工業地区」として一般の行政地域から切り離された。
2003年6月に3.285平方キロメートルを造成する第1期工事が起工され、2004年末には工業団地に入居した企業が生産を開始、2007年には連結された鉄道による貨物輸送も開始された。開発の第1段階となる100万坪の造成は2011年に完工した。
北朝鮮の外貨収入源となっている開城工業地区事業について、2006年7月の北朝鮮ミサイル問題、および同年10月の核実験の影響で、改めてアメリカ合衆国から問題提起がなされるなど、北朝鮮情勢の緊迫化に伴い事業の先行き不透明感が増した。
2007年10月に訪朝した盧武鉉大統領は第2回南北首脳会談で韓国側が開城工業地区事業を「北朝鮮の改革開放」と位置付けている一方、かつて中国の改革開放を批判して鄧小平と対立するなど改革開放に否定的だった金正日総書記から強い不快感を示され、廬武鉉は帰国後に開城工業地区事業に関連する統一部（省庁に相当）のホームページから「改革開放」の語を削除させた。
2008年の李明博政権発足後は、南北関係の焦点の一つとなっていた。北朝鮮側が「南側の対北敵対姿勢」を理由として強硬姿勢を強め、列車往来の中断、地区内で「敵対行為」を行ったとの理由による現代峨山社員の拘束などを行った。2009年5月には開城工業地区に関する特別措置の無効を韓国側に通知、協議の場で賃金や土地使用料の引き上げを要求している。
2012年末時点の稼動企業数は123社。2012年時点の従業員数は5万4,234人、従業員の98.6パーセントは北朝鮮側の人員である。
2013年時点で、進出した韓国企業の投資総額は5,568億ウォン (482億円) で、生産額は月4,000万ドル。これとは別に韓国側の公的企業が、造成や社会基盤整備に5.5兆ウォン (4,770億円) から6兆ウォン (5,200億円) 投資。一方、北朝鮮側は労働者約5万3千人分の賃金として1年間に8,700万ドル（約86億円）の外貨収入を得ていたことにより、経済が劣悪で外貨収入が乏しい北朝鮮にとってはまさに「ドル箱事業」であった。

### 核実験以降
2013年2月12日、北朝鮮は3度目の核実験を行い、これに対し国際連合安全保障理事会は制裁を決議。また3月から4月にかけて、アメリカ軍と大韓民国国軍が共同軍事演習「キー・リゾルブ」「フォール・イーグル」を行った。こうした北朝鮮にとって不利な措置に対し、朝鮮戦争休戦協定の白紙化宣言など、いわゆる「瀬戸際外交」を展開し、開城工業地区もそのカードとして使われる。3月30日には北朝鮮が開城工業地区の閉鎖を警告。4月3日には韓国人従業員の立ち入りを禁止し、4月下旬に撤収が開始された。
北朝鮮が開城工業地区への通行を制限してから15日目にして、工団の入居企業が海外のバイヤーから、納入契約の破棄や投資設備の返還通知を受けた、初の具体的事例が現れた。
2013年8月14日に、南北両政府が開城工業地区の操業を再開する方針に合意し、9月11日に同月16日から韓国企業の操業が再開されることが決定した。一時操業停止により損失を被った韓国企業を救済する措置として、2013年中は韓国企業が北朝鮮へ支払う税金が免除される。2015年2月には、中華人民共和国は韓国との自由貿易協定で、開城工業地区で生産された製品の310品目を「韓国製」と認定するとした。

### 運用停止
2016年2月10日、北朝鮮による弾道ミサイル発射実験を受け、韓国政府は、開城工業地区から北朝鮮へ流入する通貨が、兵器開発に流用されることを防ぐとして、開城工業地区の操業停止と韓国人の引き揚げの措置を行った。これに対して北朝鮮は翌11日に「朝鮮半島情勢を対決と戦争の瀬戸際に追いやる危険千万な宣戦布告だ。絶対に容認できない。」と反発し、開城工業地区を軍事統制地域に指定して韓国側人員の全員追放と資産凍結をすることを発表し、板門店での南北間の連絡手段も断つと表明した。
運用停止以降、開城工業地区内に残されていた資材や車両が、北朝鮮側によって無断で持ち出され無くなっていることが確認されている。

### 北朝鮮単独による運用再開
2017年10月、北朝鮮が韓国との協議を経ず、秘密裏に工場を再稼働されていたことが明らかになり、再開してすでに6カ月経っていることが報じられた。
2018年4月、板門店宣言で開城工業地区内に南北共同連絡事務所を設置することに合意し、9月14日に開所と同時に業務を開始した。設置に当たって、2016年の運用停止以降中断していた韓国側からの送電が再開されている。
2018年9月、第5回南北首脳会談において、経済制裁の解除等、環境が整い次第、開城工業団地と金剛山観光を再開することに合意した。これに加え、2019年2月米朝首脳会談に向けて、核廃棄と制裁解除に関する米朝合意が見込まれたが、首脳会談は合意なく終了。2019年3月には、アメリカと韓国との実務者会談が行われ、北朝鮮制裁問題も議題となったが、工業団地の制裁解除に関するアメリカ側の回答はノーであった。
2020年6月、韓国の脱北者団体が金正恩を非難するビラを北朝鮮に向けて飛ばしていることを理由に、北朝鮮が南北共同連絡事務所の閉鎖を宣言し、同月16日に同事務所を爆破解体した。これを受けて韓国は緊急の国家安全保障会議を開催して対応を協議した。

## 運用
開城工業地区は第1段階100万坪（3.285平方キロメートル）のうち、まず2万8000坪について、15の企業を入居させるパイロットプラン（モデル団地）が実施された。15の企業のうち、全ての企業が操業を開始している。第1段階の建設費用は2,205億ウォン（約250億円）、そのうちインフラ施設が1,095億ウォン（半分弱）となっている。現在は、第1段階全体に対する分譲が行われ、工場建設が順次進んでいた。
資金の拠出、設計、分譲は韓国土地公社（韓国の国営工業団地デベロッパー）が行い、施工は現代峨山（現代自動車などと同じ現代グループであったが、現在、系列関係は弱い）が行っていた。
非武装地帯の北方限界線から僅か1キロメートル程の最前線に工業団地が建設されている。北朝鮮が主権を放棄した訳ではないので、この工業地区は、北朝鮮の法律が適用され、かつ実質的な工業団地の運営は韓国側が行うというユニークな運営形態を持つ。ここでは、既に約3万名の北朝鮮の労働者と約1,300名の韓国の労働者、技術者が同じ職場で働いている。金剛山観光事業でも韓国側と北朝鮮側が共に働いている場面が増えてきており、韓国と北朝鮮の人々が共同で事業に取り組む開城工業地区と金剛山観光地区の発展は、南北の融和を目指す太陽政策の大きな成果として評価されていた。
その一方、開城工業地区で働く北朝鮮側の労働者は、韓国側から1ヶ月あたり57.5米ドルの給料が支払われていたが、給料は労働者に直接渡されることはなく、北朝鮮当局を通して渡される決まりになっている。北朝鮮が労働者に一体どれくらいの月給を支払っているのかは明らかにされていないが、その殆どが北朝鮮当局の懐に入っており、核爆弾開発と弾道ミサイル開発資金へ流用されていると推測している。この事から、北朝鮮の貴重な外貨獲得源になっている。この点について、アメリカ合衆国から非難が寄せられている。給与の他に、労働者に対して直接菓子（チョコパイ）やインスタントラーメンが配給されていた。
モデル団地に続いて、第1段階の残りに対する分譲が行われつつあった。2005年9月には一般工業用地17件、コンソーシアムで6社が加入する協同化事業団地2件、アパート型工業団地1件の企業、機関の選定が行われた。現在、14の企業、機関が統一部の事業承認を受けている。韓国企業以外の外国企業は1社も進出していない。
2012年に、インフラ設備として、韓国からの10万キロワットの高圧送電線や浄水場、汚水処理場、廃棄物処理施設（工業地区外に1.5万坪を北朝鮮側が提供）などが建設され、携帯電話、インターネット用の設備（韓国と今後接続予定。電話は200回線ほどが現在供用中）の供用についても、2013年内の利用開始に合意した。また、通行手続きに関しても、これまで3日前までに北朝鮮側へ通行する日時の通知し、その時間だけ通行が可能だったが、今年中に電子出入境システム（RFID）を導入して、通知した当日は時間に関係なく、いつでも通行できるようになる見込みであったが、前述の通り、2016年に北朝鮮の核実験と弾道ミサイル発射により、実施は無期限延期となった（軍事境界線を通過する関係上、軍による護衛が必要なため、完全な自由通行は出来ない）。

## FTA交渉と開城工業地区
韓国と第三国が、自由貿易協定（FTA）や経済連携協定（EPA）の自由貿易交渉を行う際に問題となるのが、開城工業地区の製品を『大韓民国産』と見做すか否かという点である。一般的に考えれば開城工業地区は北朝鮮であり、そこで生産される製品は韓国産と見做すことはできずFTAの対象外となる。そこで韓国政府は、交渉相手方から要求される不利な条件を受け入れてまでも、開城工業地区の製品を韓国製として認めるよう働きかけを行ってきた。
その結果、東南アジア諸国連合とのFTA（2006年）、EFTAとのFTA（2006年）、インドとのFTA（2009年）と品目の制限が付くながらも、開城工業地区の製品を韓国製と認めさせることに成功するが、一方で、アメリカ合衆国とのFTA（2007年）や欧州連合とのFTA（2009年）では、合意に達することはなかった。なお、韓国政府は難しい折衝を続けてきたが、一方で開城工業団地の製品がFTAを利用して、世界に輸出された実績は2014年段階でゼロであった。

## 交通
- 鉄道
  - 鳳東駅 - 板門駅

（ただし、旅客列車は現在まで運行されておらず、貨物列車も2008年11月以来中断したままである）